# Gmina Överkalix
Gmina Överkalix (szw. Överkalix kommun) – gmina w Szwecji, w regionie Norrbotten, siedzibą jej władz jest Överkalix.
Pod względem zaludnienia Överkalix jest 283. gminą w Szwecji. Zamieszkuje ją 3933 osób, z czego 48,33% to kobiety (1901) i 51,67% to mężczyźni (2032). W gminie zameldowanych jest 93 cudzoziemców. Na każdy kilometr kwadratowy przypada 1,41 mieszkańca. Pod względem wielkości gmina zajmuje 32. miejsce.